# Калиник Киликијски
Свети мученик Калиник је хришћански светитељ. Родом је из Киликије, где је одмалена васпитаван као хришћанин. Оставивши све што је имао пошао је да проповеда Јеванђеље.
У Анкири (данашња Анкара) је ухваћен од некога многобожачког кнеза Сакердона. Када му је кнез припретио мукама, ако се не поклони идолима, одговорио му је свети Калиник: „мени је свака мука за Бога мога тако добродошла као гладноме хлеб". После страшног мучења, обуо га је кнез у гвоздене опанке, са ексерима унутра, и наредио да га терају у град Гангру (данашњи Џанкири), пошто није смео да га више мучи нити да га погуби у Анкири, јер су многи људи гледајући мучење поверовали у Исуса Христа. У хришћанској традицији помиње се да су војниици на путу ожеднели, а воде није било, па се Калиник помолио Богу, и извео воду из једног камена. Кад су стигли у Гангру бацили су мучитељи светог Калиника у зажарену пећ. Светитељ се помолио Богу говорећи: „благодарим ти, Оче небесни, што си ме учинио достојним овога часа, у који за име Твоје свето умирем". По том је ушао у ватру. У хришћанској традицији помиње се да су, када се ватра угасила, нашли његово тело мртво али цело и од огња неповређено. Пострадао је због вере у Исуса Христа око 250. године.
Православне цркве славе га 29. јула по јулијанском, односно 11. августа по грегоријанском календару.